# Kófinas
Kófinas (grec moderne : Κόφινας) est un district municipal du dème de Gortyne en Crète (Grèce). Avant 2010 il formait un dème dont le siège était la localité d'Asimi.
Il tient son nom du mont Kófinas, le plus haut sommet des monts Astérousia.
La municipalité est ou était jumelée avec la ville italienne de Marano sul Panaro.